# Santa Cruz (Arizona)
Pour les articles homonymes, voir Santa Cruz.
Santa Cruz est une census-designated place du comté de Pinal, dans l'État de l'Arizona, aux États-Unis. En 2020, elle compte une population de 39 habitants.